# Герцог Саффолк

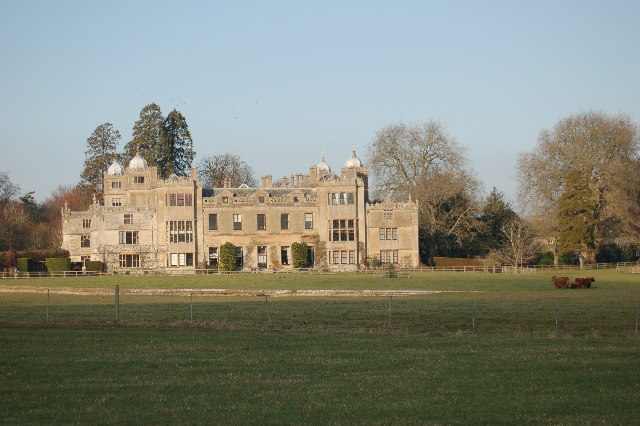
Резиденция графов Саффолк — Чарльтон-Парк в Уилтшире

Герцог Саффолк (англ. Duke of Suffolk) — титул в пэрстве Англии, который не раз в течение истории присваивался различным благородным фамилиям. Происходит от названия графства Саффолк (Суффолк). Изначально был связан с титулом графа Саффолка.

## История
В первый раз титул был создан в 1448 году для Уильяма де ла Поля, 4-го графа Саффолка. Он был важной фигурой при дворе короля Генриха VI, став во второй половине 1440-х годов фактическим правителем Англии, получив в 1444 году титул маркиза Саффолка, в 1447 году — графа Пембрука, а в 1448 — герцога Саффолка. Но после окончательного поражения в Столетней войне Уильям был в 1450 году отстранён от власти и убит, а его титулы — конфискованы. Позже для его сыну Джону, женившемуся на сестре короля Эдуарда IV, был возвращён титул герцога Саффолка. Его сын, Эдмунд де ла Поль, 3-й герцог Саффолк, в 1493 году согласился на понижение титула на графский. Поскольку он имел права на английский трон, Эдмунд был замешан в восстаниях против короля Генриха VII. В итоге он в 1501 году бежал из Англии, а в 1504 году титул был конфискован. В 1506 году он был выдан Англии и казнён в 1513 году.
Второй раз титул герцога Саффолка был создан в 1514 году для Чарльза Брэндона, друга короля Генриха VIII. Титул просуществовал до 1551 года, когда один за другим умерли двое наследников Чарльза.
Третье создание герцога Саффолка было для Генри Грея, 3-го маркиза Дорсета, в 1551 году. Герцог также носил титул барона Феррерса из Гроуби (1300). Эти титулы были уничтожены, когда герцог был лишен прав и обезглавлен за измену в 1554 году вместе со своей дочерью Джейн Грей.
Больше титул герцога Саффолка не воссоздавался, хотя в 1603 году был воссоздан титул графа Саффолка, существующий и по сей день.

## Герцоги Саффолк (креация 1448 года)
- 1448—1450: Уильям де ла Поль (16 октября 1396 — 2 мая 1450), 4-й граф Саффолк с 1415 года, 1-й маркиз Саффолк с 1444 года, 1-й граф Пембрук с 1447 года, 1-й герцог Саффолк с 1448 года[1][4].
- 1450—1460, 1462—1491: Джон де ла Поль (27 сентября 1442 — между 29 октября 1491 и 27 октября 1492), 2-й герцог Саффолк в 1450—1460, 1463—1491 годах, 5-й граф Саффолк в 1460—1463 годах, сын предыдущего[2].
- 1491—1493: Эдмунд де ла Поль (1471/1472 — 30 апреля 1513), 3-й герцог Саффолк 1492—1493 годах, 6-й граф Саффолк в 1493—1504 годах, сын предыдущего[2].
  - 1513—1525: Ричард де ла Поль (около 1480 — 24 февраля 1525), титулярный герцог Саффолк с 1513, претендент на английский трон, брат предыдущего[5].

## Герцоги Саффолк (креация 1514 года)
- 1514—1545: Чарльз Брэндон (около 1484 — 22 августа 1545), 1-й виконт Лайл в 1513—1523 годах, 1-й герцог Саффолк с 1514 года.
- 1545—1551: Генри Брэндон (18 сентября 1535 — 14 июля 1551), 2-й герцог Саффолк с 1545 года.
- 1551: Чарльз Брэндон, 3-й герцог Саффолк (около 1537 — 14 июля 1551), 3-й герцог Саффолк в 1551 году.

## Герцоги Саффолк (креация 1551 года)
- 1551—1554: Генри Грей (17 января 1517 — 23 февраля 1554), 3-й маркиз Дорсет с 1530, 1-й герцог Саффолк с 1551.